# Mark Berger (Tontechniker)
Mark Berger (* 14. Mai 1943 in San Francisco, Kalifornien) ist ein US-amerikanischer Tonmeister.

## Leben
Berger studierte Experimentelle Psychologie an der University of California, Berkeley, fand dann jedoch Interesse an der Tontechnik und begann seine Karriere bei Film und Fernsehen zunächst bei Dokumentarfilmen. Sein Talent wurde vom Tonmeister Walter Murch entdeckt, der ihn für Francis Ford Coppolas Film Der Dialog engagieren wollte. Aufgrund anderer Verpflichtungen lehnte Berger ab, erhielt jedoch ein weiteres Angebot für Der Pate – Teil II, sein Filmdebüt. Nur wenige Jahre später war er erstmals für den BAFTA Film Award in der Kategorie Bester Ton nominiert, ging 1977 für Einer flog über das Kuckucksnest leer aus. Zwischen 1980 und 1997 war er vier Mal für den Oscar in der Kategorie Bester Ton nominiert und konnte den Preis jedes Mal auch gewinnen.
Berger ist Professor im Bereich Film an der University of California, Berkeley.

## Filmografie (Auswahl)
- 1974: Der Pate – Teil II (The Godfather Part II)
- 1975: Einer flog über das Kuckucksnest (One Flew Over The Cuckoo’s Nest)
- 1978: Die Körperfresser kommen (Invasion of the Body Snatchers)
- 1979: Apocalypse Now
- 1983: Der Stoff, aus dem die Helden sind (The Right Stuff)
- 1984: Amadeus
- 1985: Kuß der Spinnenfrau (Kiss of the Spider Woman)
- 1986: Mosquito Coast (The Mosquito Coast)
- 1988: Die unerträgliche Leichtigkeit des Seins (The Unbearable Lightness of Being)
- 1988: Zwei hinreißend verdorbene Schurken (Dirty Rotten Scoundrels)
- 1989: Die Jugger – Kampf der Besten (The Blood of Heroes)
- 1990: Cadillac Man
- 1990: Land der schwarzen Sonne (Mountains of the Moon)
- 1990: Meerjungfrauen küssen besser (Mermaids)
- 1992: Equinox
- 1993: Mr. Wonderful
- 1994: Serial Mom – Warum läßt Mama das Morden nicht? (Serial Mom)
- 1995: Species
- 1996: Amy und die Wildgänse (Fly Away Home)
- 1996: Der englische Patient (The English Patient)
- 1998: Rushmore
- 1999: Der talentierte Mr. Ripley (The Talented Mr. Ripley)
- 2001: Die Royal Tenenbaums (The Royal Tenenbaums)
- 2002: K-19 – Showdown in der Tiefe (K-19: The Widowmaker)
- 2005: Capote
- 2006: Es war k’einmal im Märchenland (Happily N'Ever After)
- 2008: Die Reise zum Mittelpunkt der Erde (Journey to the Center of the Earth (3D))

## Auszeichnungen (Auswahl)
- 1977: BAFTA-Film-Award-Nominierung in der Kategorie Bester Ton für Einer flog über das Kuckucksnest
- 1979: Saturn Award in der Kategorie Besten Ton für Die Körperfresser kommen
- 1980: Oscar in der Kategorie Bester Ton für Apocalypse Now
- 1984: Oscar in der Kategorie Bester Ton für Der Stoff aus dem die Helden sind
- 1985: Oscar in der Kategorie Bester Ton für Amadeus
- 1986: BAFTA Film Award in der Kategorie Bester Ton für Amadeus
- 1997: Oscar in der Kategorie Bester Ton für Der englische Patient
- 1997: BAFTA-Film-Award-Nominierung in der Kategorie Bester Ton für Der englische Patient